# El-Moalla

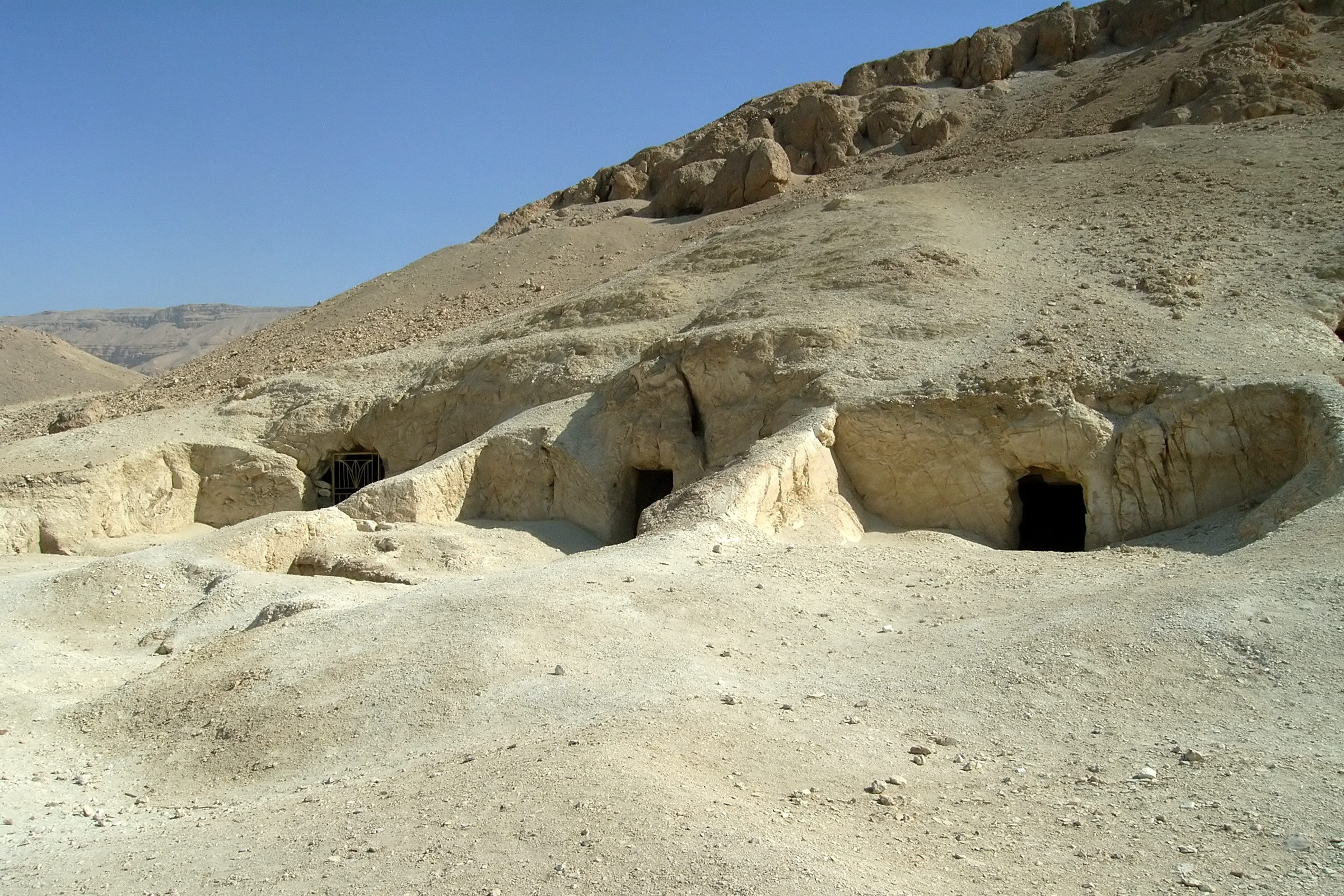
Tumbas excavadas en la roca en El-Moalla

El-Moalla o El Moalla (en árabe: المعلّى‎) es una ciudad del Alto Egipto ubicada a unos 35 km al sur de Luxor, en la ribera este del Nilo.
Conocida como Hefat por los antiguos egipcios, sirvió como necrópolis para la cercana ciudad de Dyerty (en la actualidad El-Tod) desde comienzos del Primer Período Intermedio. En ella destacan dos tumbas excavadas en la roca, datables en este período, por su decoración: la de los dos nomarcas de Anjtifi y la de Sebekhotep.